# Andrej Deněr
Andrej Ivanovič Deněr (rusky: Андрей (Генрих) Иванович Деньер, 1820 Moskva — 1892 Petrohrad) byl ruský portrétní fotograf švýcarského původu, jeden z prvních ruských fotografů a předních portrétistů 19. století. Známý svými portréty umělců.

## Život a dílo
V roce 1849 si otevřel fotografické studio. V roce 1851 absolvoval petrohradskou Akademii výtvarných umění. Získal titul "Fotograf jeho imperiálního veličenstva" a stal se členem Ruské technické společnosti (Императорское Русское техническое общество).
Podílel se na ruských a mezinárodních fotografických výstavách, na kterých získal řadu ocenění a byl pozýván jako odborník.
Vynalezl způsob, jak fotografii dodat měkké kontury při tisku. Spojoval dva negativy na desky různé tloušťky, které pak oba zvětšoval.
Deněr portrétoval osobnosti z obyčejné vrstvy zasazené do prostředí, které podtrhovalo náplň celkového sdělení. Vytvořil i řadu portrétů známých osobností, jako například malíře Ivana Kramského, Ivana Sergejeviče Aksakova, Fjodora Ivanoviče Ťutčeva, Afanasije Feta nebo Ivana Turgeněva.
V roce 1865 vydal 12 čísel s názvem Album fotografických portrétů slavných osobností v Rusku, v témže roce vystavil na fotografické výstavě v Berlíně asi šedesát děl.
Zemřel v březnu 1892 v Petrohradě.

## Galerie

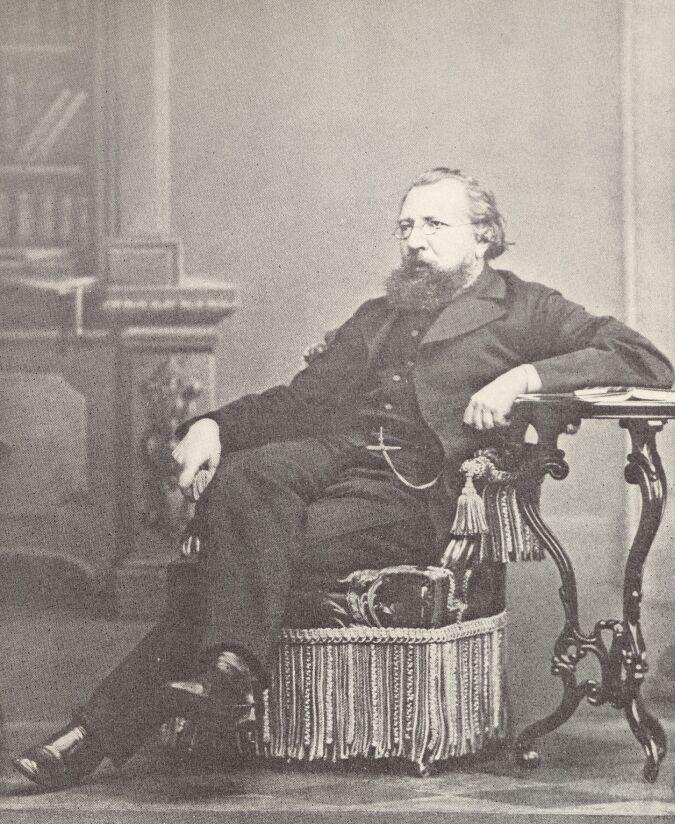
Portrét Ivana Aksakova
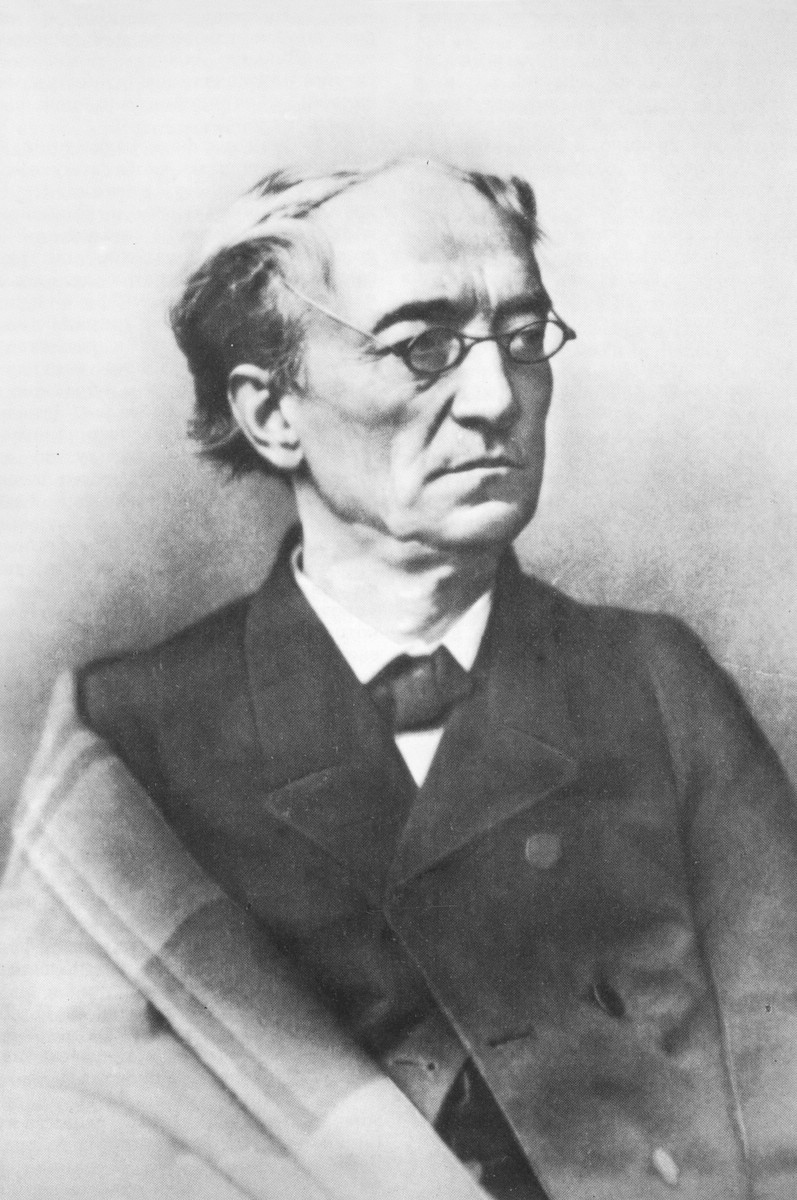
Portrét Ťutčeva
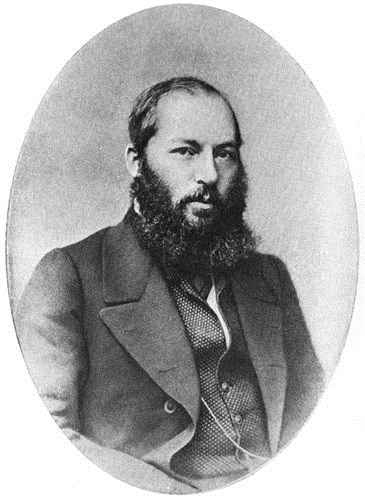
Portrét Afanasije Feta
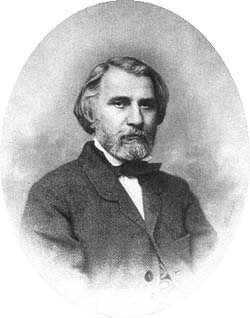
Portrét Turgeněva
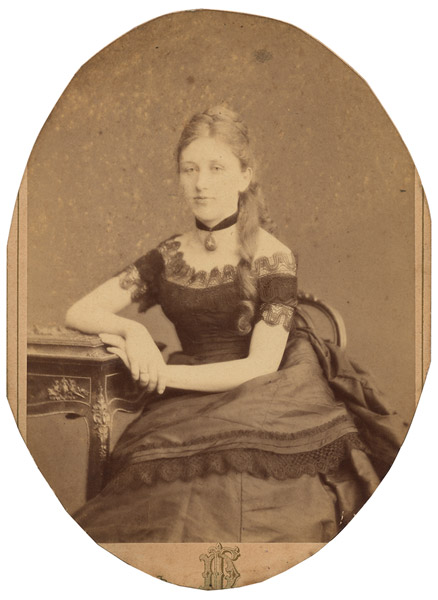
Portrét mladé ženy
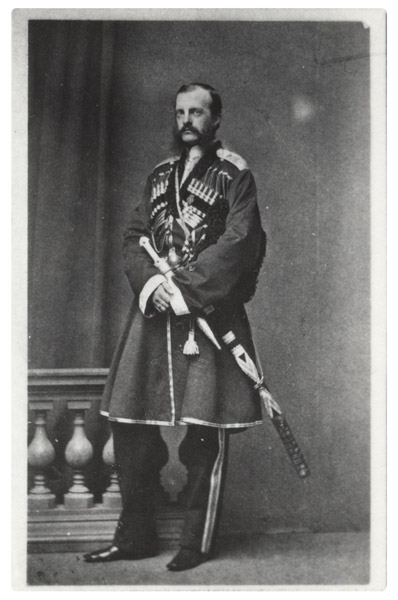
Michail Nikolajevič
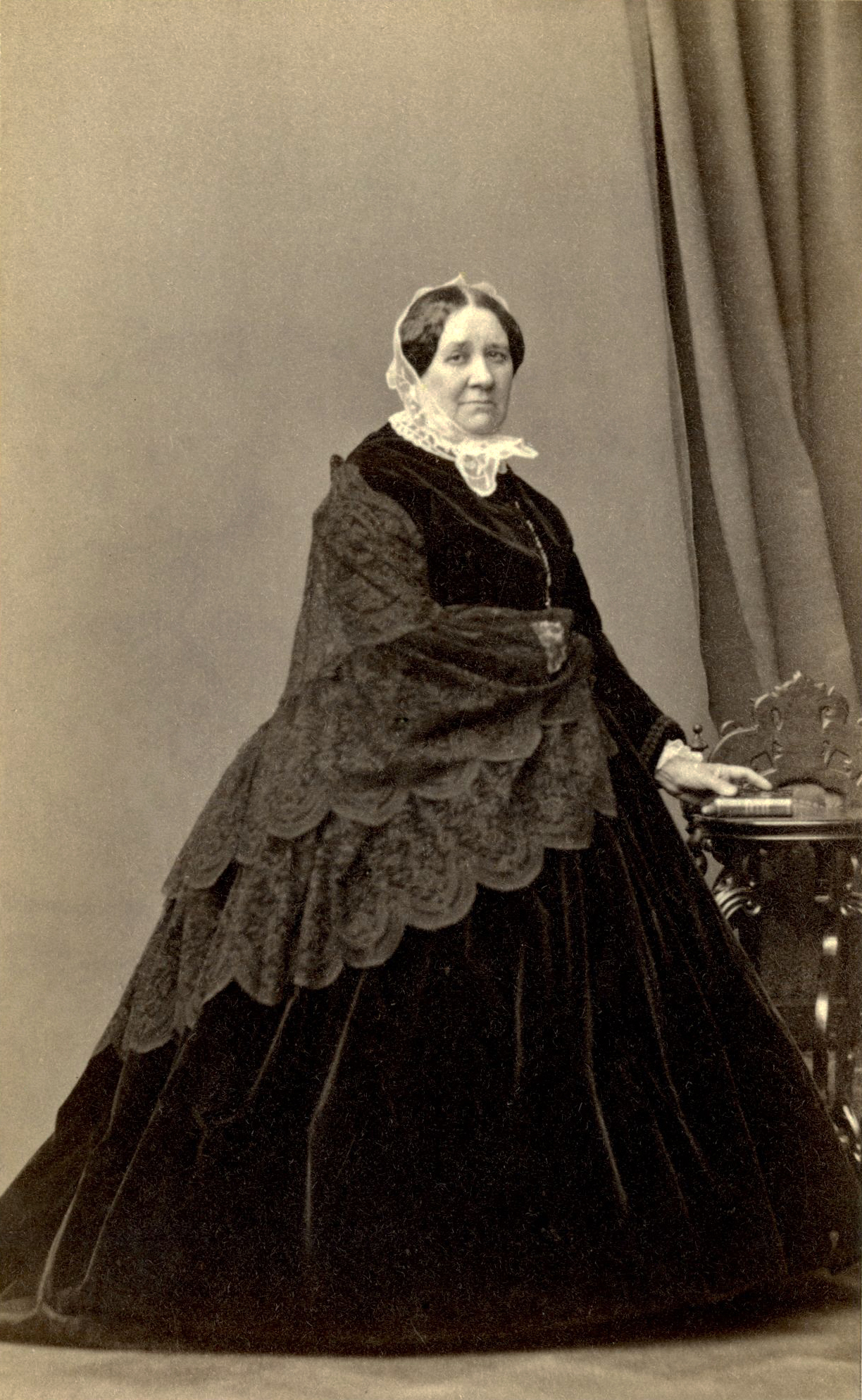
Herečka Alexandra Karatygina, 1864 nebo 1865
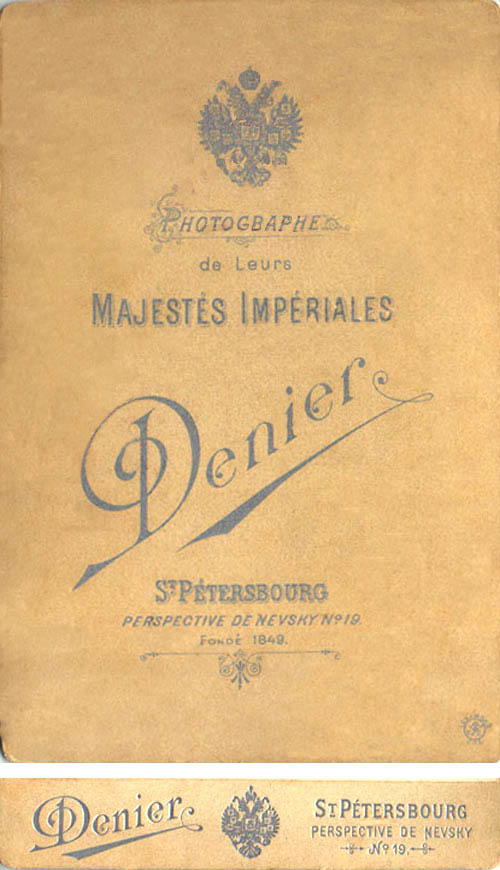
Pasparta
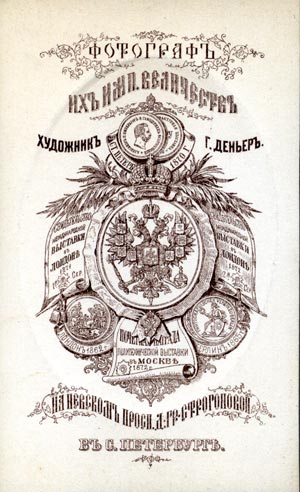
Pasparta